# Георг II Померанский
Георг II Померанский (нем. Georg II. von Pommern; 30 января 1582, Барт — 27 марта 1617, Буково) — герцог (князь) Дарловский (1606—1615) и Буковский (1615—1617). С 1606 по 1615 год Георг правил в Дарлово вместе со старшим братом Богуславом XIV, а с 1615 года единолично правил в Букове.

## Биография
Представитель померанской династии Грифичей. Четвёртый сын герцога Штеттинского Богуслава XIII (1544—1606) от первого брака с Кларой Брауншвейг-Люнебургской (1550—1598).
В марте 1606 года после смерти своего отца Богуслава XIII Георг вместе с братом Богуславом XIV получили в совместное владение Дарлово. В 1615 году после раздела княжества Георг получил Буков, а его брат Богуслав XIV продолжал владеть Дарлово.
Еще до вступления на княжеский престол в Дарлово в мае-июне 1605 года Георг II руководил перевозкой останков своего дяди Казимира VII, герцога Дарловского и Бытувского, из замка Нойхаузен (под Дарлово) в Штеттин. Любил путешествовать, посетил Польшу, Италию, Испанию, Нидерланды и Англию.
Во время своего пребывания в Дарлово Георг II занимался исключительно охотой и не участвовал в государственных делах. Потерял левый глаз во время стрельбы из пистолета.
Георг II не был женат и не имел детей.
35-летний Георг скончался 27 марта 1617 года в Буково. Он был похоронен в дворцовой церкви Святого Отто в Щецине 26 мая 1617 года. После его смерти Буковский удел унаследовал старший брат Богуслав XIV.